# 데오필로
데오필로(공동번역), 테오필로스(그리스어: θεόφιλος ? - ?, 로마가톨릭), 데오빌로(개신교)는 누가복음과 사도행전에서 언급되는 사람이다. 본명인지 아니면 별명인지는 확실하지 않다. 데오필로에게 쓰여진 누가복음서와 사도행전은 모두 한 명의 같은 저자가 쓴 한 권의 책이었다고 보는 것으로 중론이다. 또한 누가복음이나 사도행전 모두 세련된 코이네 그리스어로 쓰여져 있으며, 여기서 보이는 바와 같이 "테오필로스"는 그리스어로 '하나님의 친구' 또는 '(사랑받는)하나님의 친구', '하나님을 사랑하는 자'라는 뜻이다. 데오필로에 대한 역사적 기록은 더 없고, 그의 정체에 대한 여러 추측과 전승이 있을 뿐이다.